# Odostomia scalaris

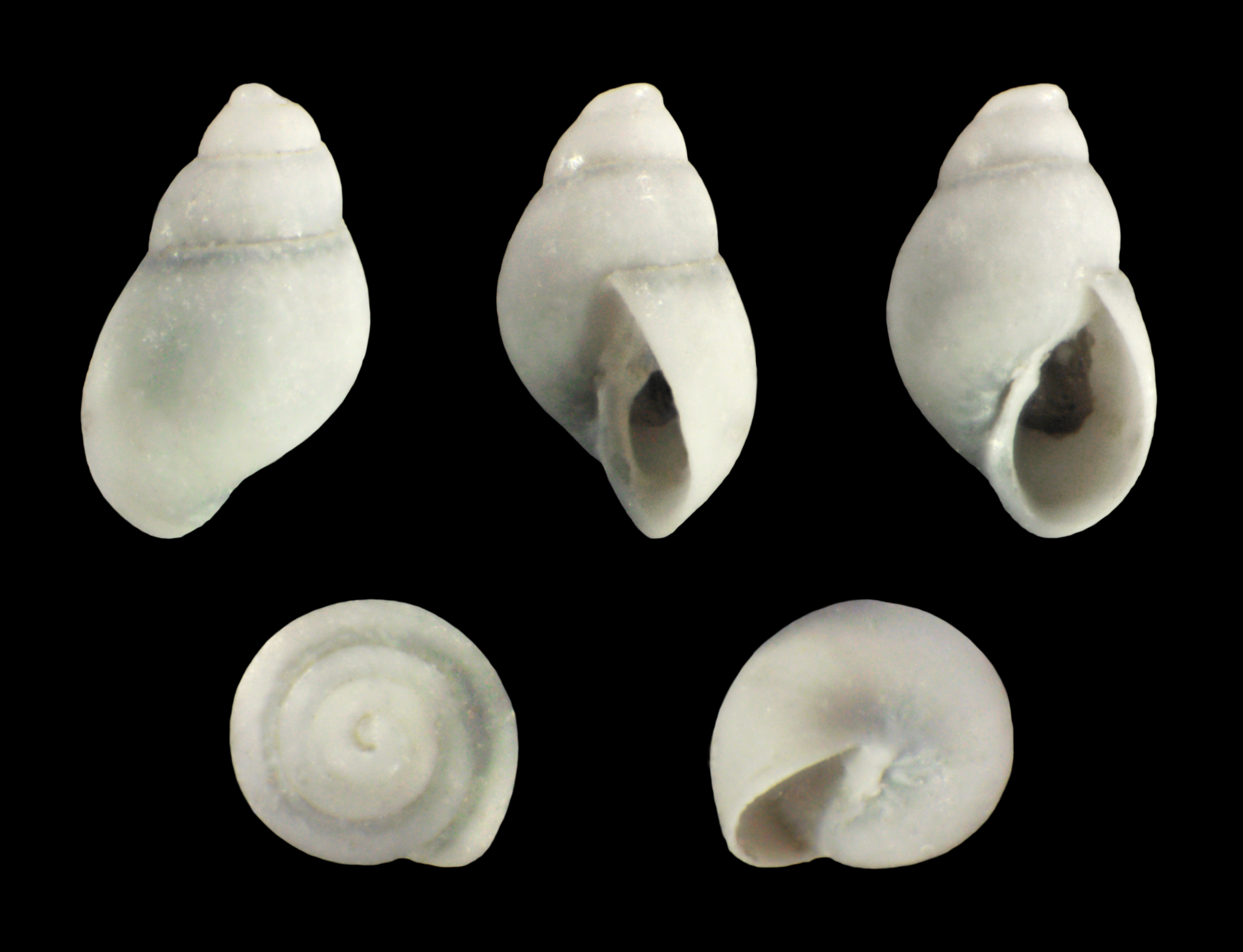
var. nitida

Odostomia scalaris är en snäckart som beskrevs av William MacGillivray 1843. Odostomia scalaris ingår i släktet Odostomia och familjen Pyramidellidae. Arten är reproducerande i Sverige. Inga underarter finns listade i Catalogue of Life.